# Maria Iermolova
Pour les articles homonymes, voir Iermolova.
Maria Nikolaïevna Iermolova (en russe : Мария Николаевна Ермолова), née le 15 juillet 1853 à Moscou et morte le 12 mars 1928 dans la même ville, est une actrice de théâtre russe.

## Biographie

### Enfance
Son grand-père,  serf par ses origines, était passionné de théâtre. C'est une passion qu’il transmit à ses fils, puisque le père de Maria Iermolova, à défaut de faire carrière sur scène, fut souffleur des théâtres impériaux, notamment au théâtre Maly. 
Cette fréquentation précoce de la scène lui donna envie de devenir comédienne. À l’âge de dix ans, elle entra à l’Académie impériale de Théâtre située rue Bolchaïa Dmitrovka
Elle y étudia, entre autres, le français, la musique, les arts dramatiques et la danse classique.

### Carrière
Elle fit ses débuts à 17 ans, remplaçant au pied levé l’actrice Glikeria Fedotova, souffrante, dans le rôle d’Emilia Galotti, de l’écrivain allemand Lessing (1759-1805). Elle reçut douze rappels et quelques centaines de kharacho (bravo en russe) et spassiba (merci).[réf. nécessaire] Le peintre Pasternak (père du poète) a décrit ainsi sa première entrée en scène : « jeune fille hésitante entourée de son père lui répétant son rôle et sa mère, à l’arrière-plan, qui la bénissait. »
Elle est connue aussi pour les soirées artistiques qu'elle donnait dans sa maison avec son époux Nikolaï Choubinski. Autour d’elle se rassemblaient acteurs, musiciens, écrivains, peintres. On parlait du nouveau théâtre d’Art, de Tchekhov et du studio théâtral auquel elle accepta de donner son nom et qui devint, en 1930, le théâtre dramatique Ermolova, rue Tverskaïa. Yermolova jouait à quatre mains avec sa fille Marguerite. Fédor Chaliapine venait les rejoindre y chanter. Tchekhov, alors âgé de 18 ans, écrivit pour elle Platonov, ou le chant du cygne et ce fut le début d'une très longue amitié intellectuelle. Vladimir Guiliarovski travaillait beaucoup aussi avec elle. 
Iermolova répétait ses rôles dans le salon blanc aux grands miroirs pour atteindre « ce mélange de souffrance et de piété qui élève l’âme jusqu’au ciel, comme un ange bienheureux » comme elle l'aimait à le répéter. Le portrait de l’actrice en robe noire a été peint dans cette pièce par Valentin Serov (l’original est à la galerie Tretiakov).
Elle est proclamée par la Révolution russe « Première artiste de la République », en 1920, et « Héroïne du travail », en 1924.  
Constantin Stanislavski déclara à son propos qu'elle était la plus grande actrice qu'il ait eu loisir d'observer. Il la plaçait bien avant Sarah Bernhardt ou la Duse. Stanislavski, créateur de La Méthode, la nommait parmi ceux qui lui apprirent son art de révéler de la scène la vérité psychologique du rôle, la vérité des sentiments. L'art de la Yermolova a énormément influencé des artistes tels que Katchalov, Stanislavski ou Alexandre Ostoujev qui, eux, ont donné les bases du nouveau théâtre européen et américain.[réf. nécessaire]
Après la révolution de 1917, sa maison fut transformée en appartement communautaire. L'appartement de « La Iermolova » fut classé monument national. Transformé en musée, il est situé au 11, boulevard Tverskoï, Métro Pouchkinskaïa. C'est aussi une salle où ont lieu récitals et concerts. 
Plusieurs théâtres russes portent son nom. L'astéroïde (3657) Ermolova fut également nommé en son honneur.

## Quelques rôles
Iermolova a travaillé notamment au théâtre Maly de Moscou. Elle y a interprété plus de trois cents rôles.
- La Pucelle d'Orléans, drame de Schiller (1759-1805)
- Marie Stuart de Schiller
- Phèdre de Racine
- Nora de Vera Komissarjevskaïa